# Tamangowie

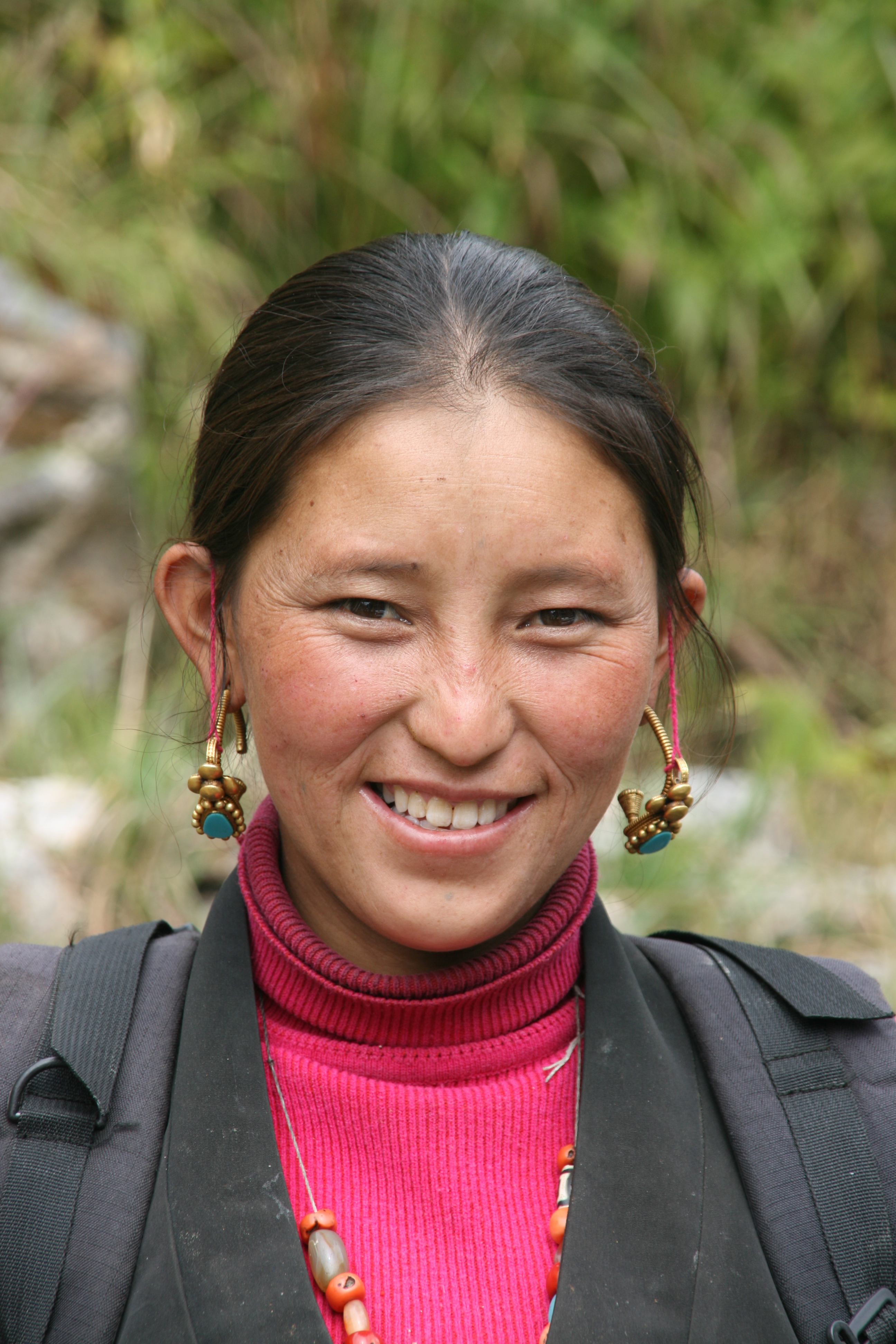
Kobieta z plemienia Tamangów

Tamangowie, Tamang, Murmi – grupa etniczna zamieszkująca północno-centralną część Nepalu. Ich liczebność szacowana jest na 1,2 miliona. W większości wyznają buddyzm tybetański z elementami bön. Posługują się językiem tamang z rodziny tybeto-birmańskiej. Etnonim „Tamang” wywodzi się z tybetańskiego i znaczy „kawalerzysta”. Istotnie niegdyś służyli jako strażnicy granic. W czasach brytyjskich wielu Tamangów służyło w tzw. „regimentach Gurkhów”.

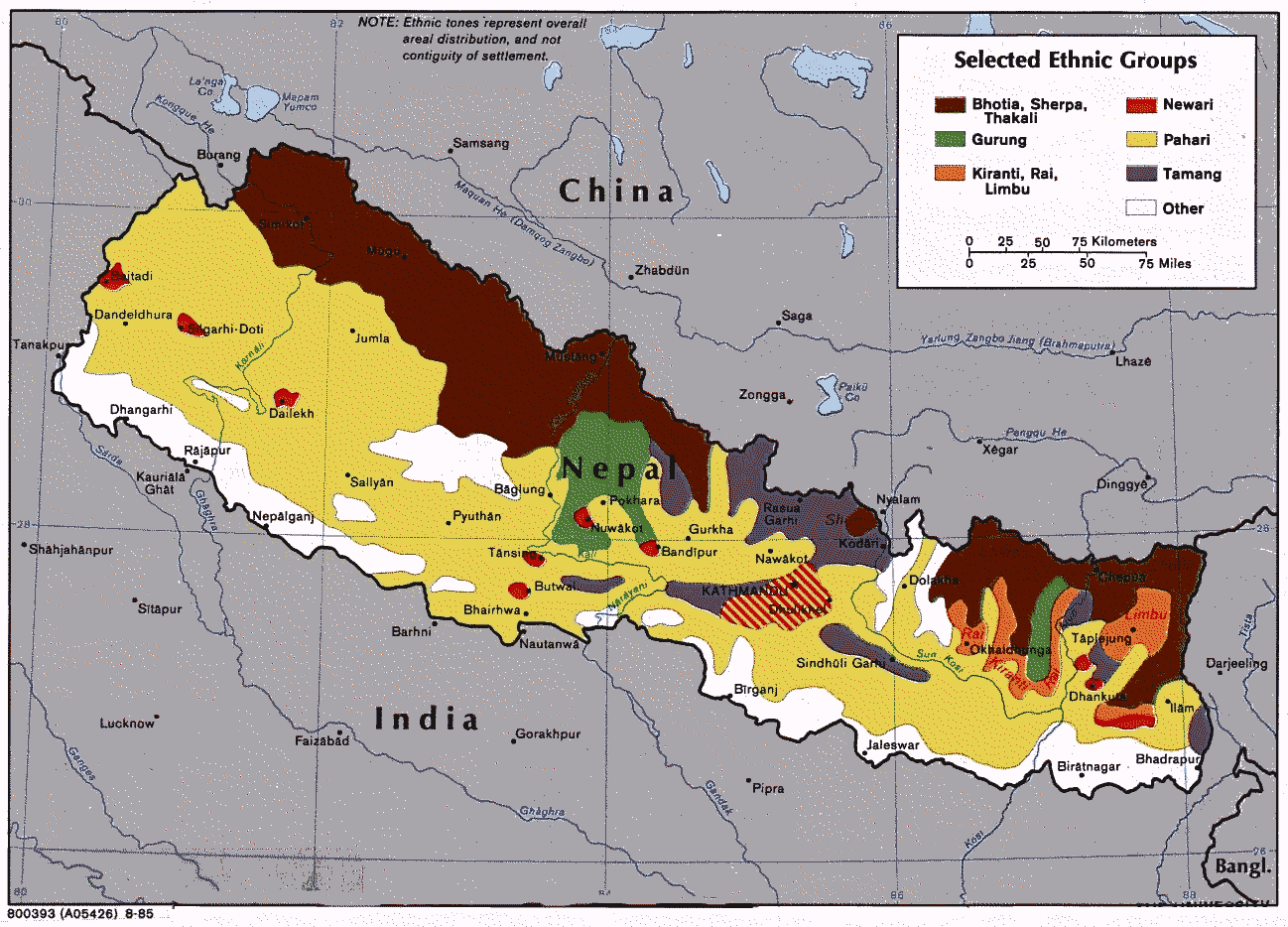
Największe grupy etniczne w Nepalu:
Bhotia, Szerpa, Thakali
Gurungowie
Kiranti, Rai, Limbu
Newarowie
Pahari
Tamang